# Gondosuli (Gondang)
Gondosuli is een bestuurslaag in het regentschap Tulungagung van de provincie Oost-Java, Indonesië. Gondosuli telt 2308 inwoners (volkstelling 2010).